# Furlanski tokaj
Furlanski tokaj, tudi točaj, je bela sorta vinske trte in istoimensko vino slamnato rumene barve z zelenkastimi odsevi. Večinoma velja za kakovostno vino z dokaj visoko stopnjo alkohola. Vonj sestavljajo poljsko cvetje in nevsiljiva aroma po mandljih. Okušamo mandlje, je pa manj kisel, milega okusa, poln.
V Sloveniji je trta najbolj razširjena v Goriških Brdih.
To vrsto moramo razlikovati od madžarskega tokaja.
Zaradi istega imena madžarskega sladkega vina tokaj smo morali furlanski tokaj preimenovati; pri nas so ga preimenovali v sauvignonasse (sprva so izbrali ime točaj, vendar zaradi prevelike podobnosti z imenom tokaj to poimenovanje po pravilih Evropske unije ni bilo ustrezno). V italijanščini so ga preimenovali v friulano (tokai so iz prvotnega imena tokai friulano izpustili). Drugod po svetu ga poznajo kot sauvignon vert oziroma zeleni sauvignon − to ime uporabljajo nekateri vinogradniki tudi pri nas. Nekateri slovenski vinogradniki ga imenujejo tudi jakot (nazaj prebrano tokaj). Furlanski in madžarski tokaj sta si delila le ime, pri tem pa gre za različni sorti trte. Nadalje se madžarski tokaj imenuje po madžarski pokrajini Tokaji, furlanski pa po potočku Toccai v Furlaniji.